# Katherine Bell
Katherine Briana Bell (ur. 5 marca 1993 w San Diego) – amerykańska siatkarka, grająca na pozycji atakującej.

## Sukcesy klubowe
Big 12 Conference:
- 2012, 2013, 2014, 2015

Mistrzostwa NCAA:
- 2013
- 2014, 2015

PSL Grand Prix:
- 2018, 2019[4]

Mistrzostwo Korei Południowej:
- 2023[5]